# Latrejespitz
Latrejespitz är en bergstopp i Schweiz.   Den ligger i distriktet Frutigen-Niedersimmental och kantonen Bern, i den centrala delen av landet, 50 km sydost om huvudstaden Bern. Toppen på Latrejespitz är 2 421 meter över havet, eller 41 meter över den omgivande terrängen. Bredden vid basen är 0,33 km.
Terrängen runt Latrejespitz är huvudsakligen mycket bergig. Närmaste större samhälle är Frutigen, 9,3 km väster om Latrejespitz. 
Trakten runt Latrejespitz består i huvudsak av gräsmarker. Runt Latrejespitz är det glesbefolkat, med 20 invånare per kvadratkilometer.